# Kategorema
Kategorema (griechisch κατηγόρημα kategorema) ist ein Terminus der philosophischen Logik.
Bei Aristoteles bezeichnet er den prädikativen Teil eines Satzes.
In der scholastischen Logik hingegen hat sich die Bedeutung des Wortes geändert. So bezeichnet Wilhelm von Ockham solche Termini als „kategorematisch“, die eine bestimmte (certam) Bedeutung haben (zum Beispiel bezeichnet das Nomen „Mensch“ alle Menschen) und grenzt sie gegen die „synkategorematischen“ Termini (zum Beispiel: „jeder“, „kein“, „irgendein“, „ganz“, „außer“, „nur“, „insofern als“) ab, die keine bestimmte Bedeutung haben, sondern zu einem anderen Terminus hinzugefügt werden und so dessen Bedeutung verändern können.
Boethius übersetzte das altgriechische Wort kategorema mit praedicatum ins Lateinische.